# 精霊船
精霊船（しょうりょうぶね/しょうろうぶね、精霊舟）は、盆行事として行われる精霊を送るための船（藁船など）またはその行事。

## 行事
送り盆の風習が残る地域では、毎年8月15日または8月16日に海辺や川辺から精霊を送る行事があり、特にそのための精霊船を製作する地域もある。佐渡市指定民俗文化財の琴浦精霊船（ことうらせいれいせん）のように、8月13日の精霊迎えと8月16日の精霊送りの両方で船を製作する地域もある。
精霊船の素材は伝統的には竹と麦わらで製作された地域が多かったが、稲わらや木材に変わっている地域もある。
精霊船が文化財に指定されている場合でも環境に配慮して盆飾りを積み込まなくなった地域もある。また鹿児島県のようにいったん流した後でも精霊船を回収しプラスチック製の精霊舟は使用しないよう呼びかけている自治体もある。香川県土庄町長浜地区の精霊流しで用いられている精霊船は環境に配慮しデンプン製になっている。

## 各地の精霊船
- 「三戸のオショロ流し」（神奈川県三浦市）国指定重要無形民俗文化財[3]
- 「琴浦精霊船（ことうらせいれいせん）」（新潟県佐渡市）佐渡市指定民俗文化財[2]
- 「お盆の精霊船送り」（福井県小浜市）小浜市指定民俗文化財[1]
- 「志佐立町の精霊船（しさたてまちのしょうろうぶね）」（長崎県松浦市）松浦市指定無形民俗文化財[4]